# Fürfeld (Bad Rappenau)
Fürfeld ist ein Dorf im Landkreis Heilbronn, das seit dem 1. Januar 1973 zur Stadt Bad Rappenau gehört.

## Geographie
Fürfeld liegt in der Hügellandschaft des Kraichgau, rund fünf Kilometer südwestlich von Bad Rappenau. Der Ort liegt im Tal des Fürfelder Bachs, der vor allem von Zuläufen im Westen und Süden gespeist wird und der sich weiter östlich beim Nachbarort Bonfeld mit dem Treschklinger Bach zum Grundelbach vereinigt, der über den Böllinger Bach dem Neckar zuströmt.

## Geschichte

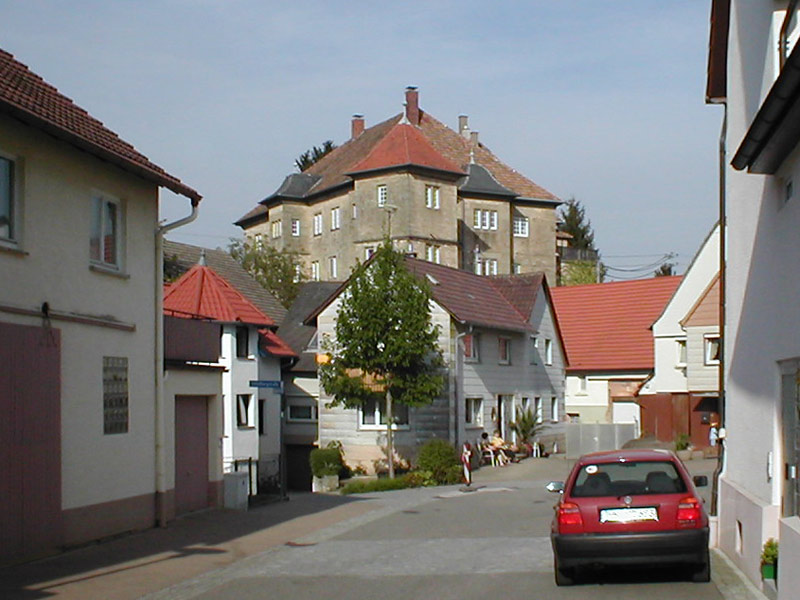
Schloss Fürfeld oberhalb des enggedrängten Siedlungskerns „Im Seegarten“

### Frühe Geschichte und erste Erwähnung
Die frühesten Funde aus Fürfeld stammen aus dem Neolithikum (Jungsteinzeit) und werden der Bandkeramischen Kultur zugeordnet. Aus der Römerzeit sind auf der heutigen Fürfelder Gemarkung eine Villa rustica und drei weitere römische Siedlungsstellen belegt. Wie das benachbarte Bonfeld lag Fürfeld zur Römerzeit im damals dicht bewaldeten Versorgungsgebiet der römischen Neckarkastelle an einer uralten Handelsstraße. Der heutige Ort wurde vermutlich erst im hohen Mittelalter besiedelt, da er in einer die umliegenden Orte beschreibenden Urkunde von 856 noch nicht genannt wird.
Die älteste Erwähnung des Ortes findet sich in einem Visitationsbericht des Burkhard von Hall, der 1288 einen dem Stift Wimpfen gehörenden Hof in Furenvelt besuchte. Der Namensbestandteil Feld deutet auf eine Rodung hin, die Vorsilbe Für wird von der Furche des Pflugs abgeleitet. Der Ortsname dürfte damit ursprünglich Ackerland bezeichnet haben.
Der örtliche Adel, die Edelknechte von Fürfeld, werden mit einem Konrad von Fürfeld im Jahr 1302 erstmals erwähnt. Das Wappen derer von Fürfeld ist identisch mit dem Wappen der Herren von Neipperg (drei Ringe), so dass eine verwandtschaftliche Beziehung vermutet wird. Bereits im frühen 14. Jahrhundert treten die Herren von Helmstatt als Mitbesitzer des Dorfes auf. Unterhalb der Burg siedelte sich das so genannte Städtel als von Mauern und Türmen umgebener Burgweiler mit eigener Kapelle an. Fürfeld hatte aufgrund seiner Lage an der Handelsstraße von Heilbronn nach Frankfurt am Main (Hohe Straße) eine gewisse Bedeutung und erlangte früh das Marktrecht. Der einst dem Stift Wimpfen und ab 1315 den Herren von Neipperg gehörende nahe Ort Hurenfurt (ab dem 16. Jahrhundert als Wüstung Altfürfeld bezeichnet) wurde wohl im 15. Jahrhundert zugunsten des besser geschützten Ortes Fürfeld aufgegeben.

### Fürfeld im Besitz der Herren von Helmstatt
Im Jahr 1427 wurde Peter von Helmstatt vom Hochstift Worms mit den drei Burgen in Fürfeld, Bonfeld und Treschklingen belehnt. Die Edelknechte von Fürfeld hatten unterdessen keinen nachweisbaren Besitz mehr am Ort, ihre Spuren verlieren sich im Zabergäu mit Kilian von Fürfeld, der letztmals in einem Urfehdebrief von 1471 erwähnt wird. Die Kapelle des Ortes ersetzte man im 15. Jahrhundert unter Reinhard von Helmstatt durch einen spätgotischen Neubau. Diese dem heiligen Kreuz geweihte Kirche wurde nur von einem Kaplan versorgt, sie war Filiale der Pfarrkirche in Bonfeld. 1496 beklagte sich der Pfarrer von Bonfeld, dass die Bewohner aus Fürfeld die Mutterkirche nur selten besuchten und dass der Ritter den Kaplan zum Predigen ermuntere. Reinhards Söhne, Sebastian und Burkhardt von Helmstatt, verkauften am 21. April 1516 ihren Fürfelder Besitz an die drei noch unter Vormundschaft stehenden Söhne Dietrich († 1526), Wolf († 1555) und Philipp († 1544) des 1515 verstorbenen Pleikard von Gemmingen.

### Reformation unter Philipp von Gemmingen
1518 fiel Fürfeld durch Erbteilung an Philipp von Gemmingen, der spätestens seit 1520 der Lehre Luthers zugetan war. 1521 wurde die Kaplanei in Fürfeld zur selbstständigen Pfarrei erhoben. Der von Philipp berufene Martin Germanus war ihr erster Pfarrer. Mit seiner Berufung sind die Anfänge der reformatorischen Predigt in Fürfeld schon für das Jahr 1521 bezeugt. Philipp war es auch, der das burgartige Rittergut von 1519 bis 1535 zum Schloss Fürfeld umbauen ließ. Nach seinem Tod fiel Fürfeld 1544 an seinen Neffen Pleikard von Gemmingen (1536–1594). Dieser ließ das Schloss weiter ausbauen und erlangte 1593 die Hohe Gerichtsbarkeit über den Ort. Das Alte Pfarrhaus in Fürfeld datiert auf 1589. Der Ort war bis ins 20. Jahrhundert praktisch rein evangelisch.
Der Dorfplatz im Zentrum wurde nach Martin Germanus benannt.

### Kriegszeiten des 17. Jahrhunderts
In den Kriegen des 17. Jahrhunderts hatte der Ort wie die gesamte Umgebung sehr zu leiden. Aus dem Dreißigjährigen Krieg liegen nur wenige Dokumente vor, jedoch wurde der Ort zumindest im Umfeld der Schlacht bei Wimpfen 1622 und der Schlacht bei Nördlingen 1634 von Soldaten heimgesucht, außerdem waren hohe Kontributionszahlungen zu leisten. Nach dem Westfälischen Frieden von 1648 suchten mehrmals französische Truppen das Kraichgau heim. 1674 hielt die Stadtmauer französischen Reitern noch stand. 1678 wurde der Ort jedoch geplündert, so dass von den Pfarrgütern keine Einnahmen zu vermelden waren. 1687 lag noch ein Drittel der Feldfläche von rund 900 Morgen brach.
Im Mai 1693 wurde das Dorf im Pfälzischen Erbfolgekrieg durch französische Truppen verwüstet, dabei wurde auch das Schloss niedergebrannt. Unter Johann Dietrich von Gemmingen (1675–1757), dem späteren Direktor des Ritterkantons Kraichgau, erfolgte um 1707 der Wiederaufbau des Schlosses in seiner heutigen Gestalt. Zu seiner Zeit fand der letzte Hexenprozess gegen die 1717 auf dem Scheiterhaufen verbrannte Anna Maria Wagemann in Fürfeld statt. Unter ihm begann eine Misswirtschaft der Ortsherren, die unter Johann Dietrichs Enkel und Erben Johann Philipp Dietrich von Gemmingen (1729–1785) schließlich von 1760 bis 1786 zur Zwangsverwaltung des Ortes durch den Ritterkanton Kraichgau führte.

### Württembergischer Grenzort

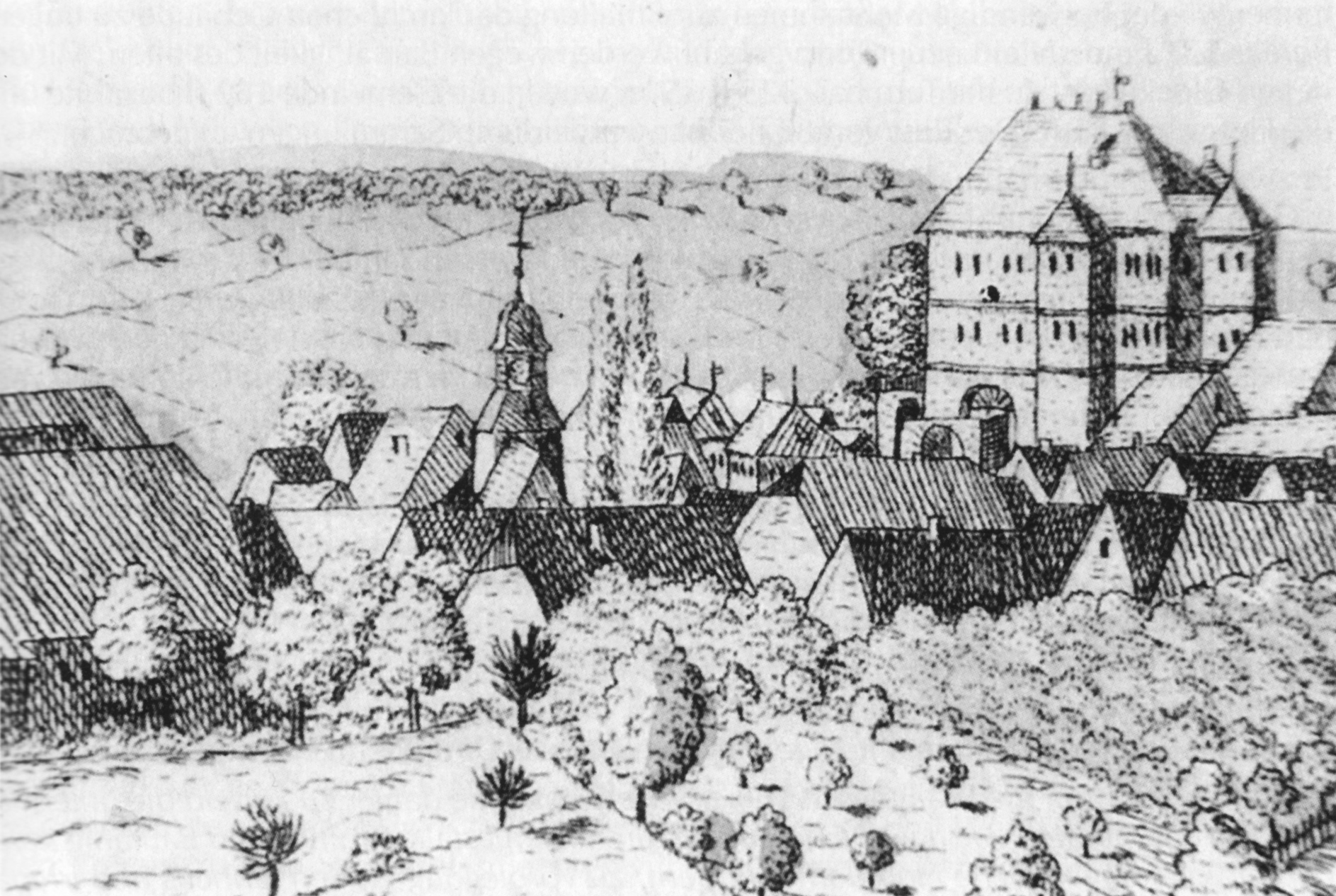
Die Ortsmitte von Fürfeld um 1820, Zeichnung von Christoph Ludwig Yelin

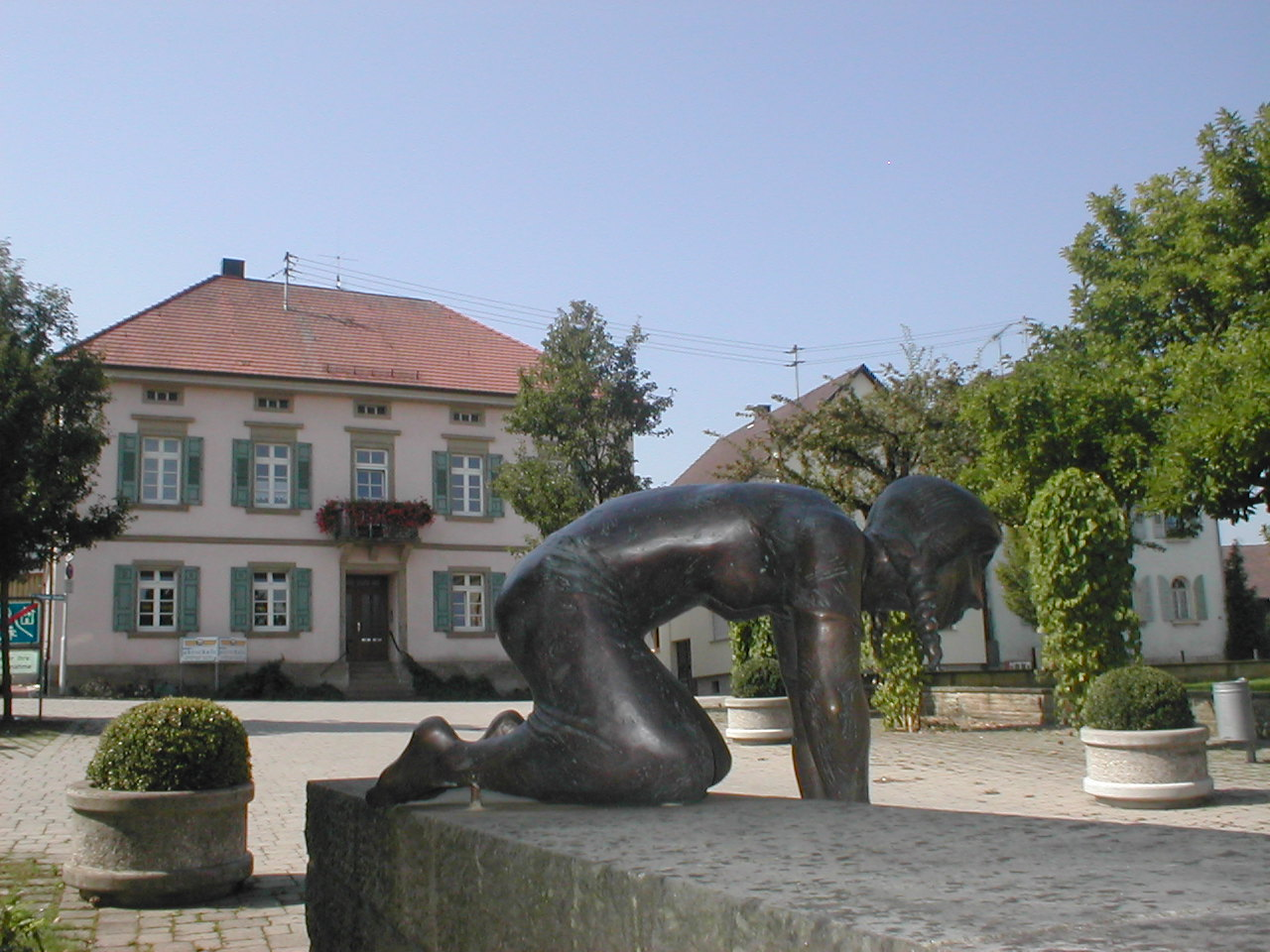
Dorfplatz mit Brunnen, Blick zum alten Postgebäude und Gasthaus Ritter, das von 1870 bis 1970 als Pfarrhaus diente

An der historischen Hohen Straße gelegen, einem Abschnitt des Fernwegs von Stuttgart über Mannheim nach Frankfurt, wurde 1737 in Fürfeld eine Poststation eingerichtet. In den 1780er Jahren wurde der Abschnitt von Fürfeld nach Steinsfurt zur Chaussee ausgebaut, der im Wesentlichen die heutige B 39 noch folgt.
Die Oberlehensherrschaft des Bistums Worms endete im Jahr 1802. Fürfeld fiel nach dem Reichsdeputationshauptschluss von 1803 an den Landgrafen von Hessen-Darmstadt und durch die Rheinbundakte von 1806 als selbstständiger Ort an das Königreich Württemberg, in dem es zunächst zum Oberamt Kirchhausen, ab 26. April 1808 zum Oberamt Heilbronn gehörte. Da Fürfeld württembergischer Grenzort zum Großherzogtum Baden war, wurde außerhalb der mittelalterlichen Siedlungsgrenzen nun auch noch ein Zollamt unterhalten.
Das Fürfelder Zollamt entfiel nach der Errichtung des Deutschen Zollvereins, das Zollgebäude wurde zum Gasthof umgenutzt und ist heute noch als Gasthof Traube erhalten. Mit der Aufnahme der Neckardampfschifffahrt und dem Bau von Eisenbahnverbindungen wurde die Pferdepost auf der Hohen Straße eingestellt. Dadurch sank der Straßenverkehr in Fürfeld rasch zur Bedeutungslosigkeit ab. 1860 wurde die Poststation ins stärker bevölkerte benachbarte Bonfeld umquartiert. Das alte Posthaus wurde 1870 zum Pfarrhaus, einige der zur Poststation gehörenden Grundstücke wurden 1871/73 mit der neogotischen evangelischen Kirche überbaut.
Von 1892 bis 1894 wurde in Fürfeld als einer der ersten Gemeinden im Umkreis eine Wasserleitung verlegt. Der Anschluss an das Elektrizitätsnetz erfolgte 1912.

### 20. und 21. Jahrhundert

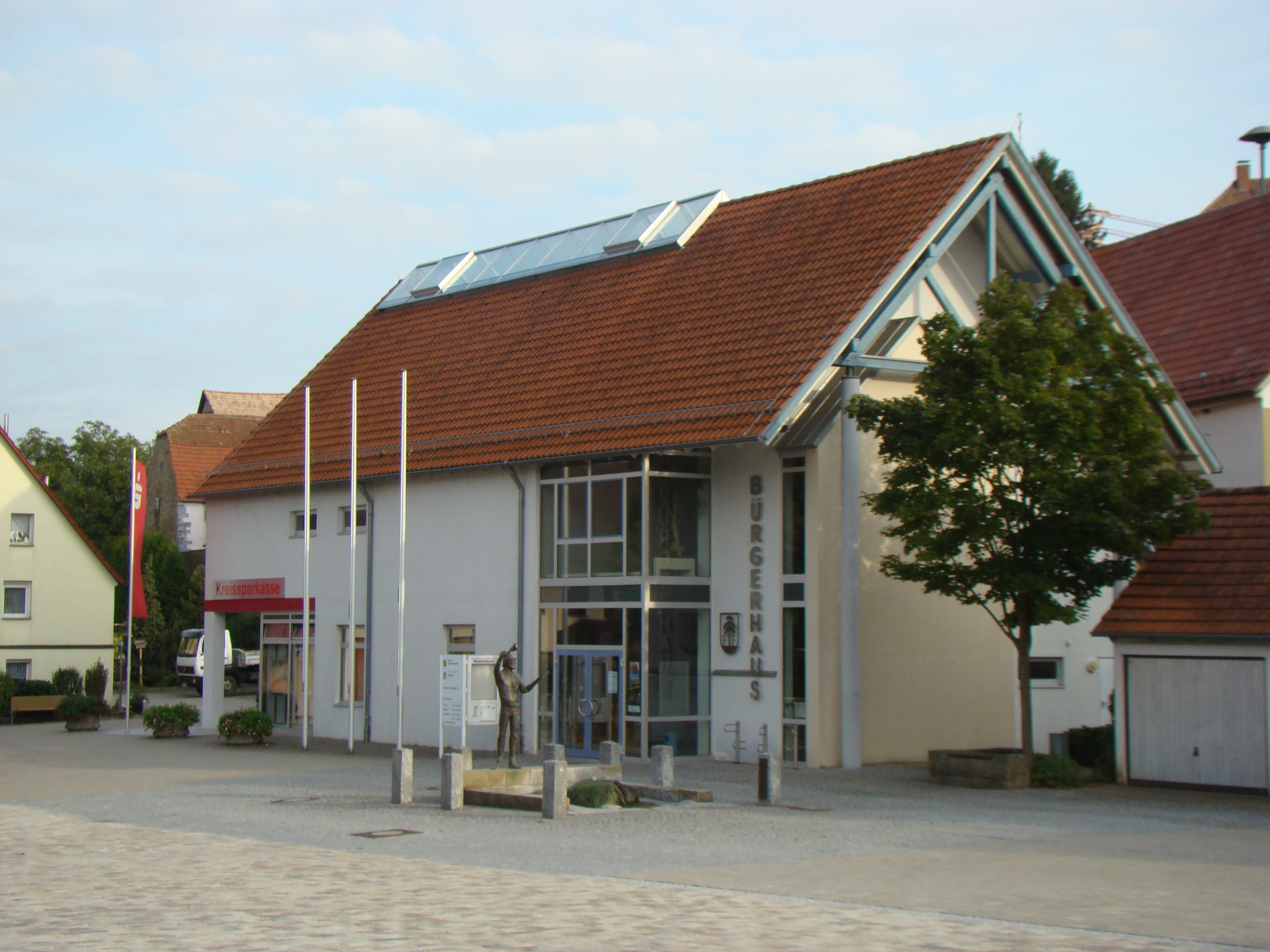
Bürgerhaus in Fürfeld

1933 wurden 568 Einwohner gezählt, 1939 waren es 533 und Ende 1945 waren es 598. Der seit August 1933 amtierende Bürgermeister Karl Billmann blieb bis August 1945 im Amt. Danach setzten die Amerikaner den Bonfelder Bürgermeister Reinhard Volpp ins Amt ein, der bis 1950 beide Orte verwaltete.
Im Vorfeld der Gemeinde- und Kreisreformen der frühen 1970er Jahre gab es von Seiten der Gemeinde Fürfeld Überlegungen zum Zusammenschluss mit den Gemeinden Biberach, Bonfeld und Kirchhausen, was jedoch vom Innenministerium nicht genehmigt wurde. Bei einer Bürgerbefragung am 12. März 1972, die den Anschluss an Bad Rappenau oder Bad Wimpfen zur Wahl stellte, sprach sich die Mehrheit der Teilnehmer für den Anschluss an Bad Rappenau aus, der am 1. Januar 1973 vollzogen wurde. Der Ort hatte zu diesem Zeitpunkt 976 Einwohner. Bis zum Ende des Jahres 1997 wuchs die Einwohnerzahl auf 1517 an.
Ab den 1960er Jahren änderte sich der Charakter des überwiegend landwirtschaftlich geprägten Ortes rasant. Die Intensivierung des Autoverkehrs und insbesondere die Anbindung an die um 1968 erbaute A 6, deren Abfahrt Bad Rappenau nur etwa einen Kilometer östlich der Ortsmitte liegt, machte den Ort attraktiv für Gewerbeansiedlungen, wofür man im Nordosten des Ortes Gewerbeflächen auswies. Gleichzeitig wurde der Verlauf der den Ort durchquerenden B 39 zur besseren Anbindung der Autobahn und der Gewerbegebiete verändert, so dass die Heilbronner Straße ihren Charakter als Hauptstraße des Ortes verlor, während die Bonfelder Straße als neue Trasse der Bundesstraße zur Hauptstraße wurde.
Nach einer in den 1970er Jahren begonnenen Entvölkerung des Ortskerns wurde die Ortsmitte von Fürfeld in den Jahren 1998 bis 2006 umfassend saniert. Der dabei neu geschaffene Platz in der verkehrsberuhigten Ortsmitte wurde nach Martin Germanus († 1559), dem ersten evangelischen Pfarrer des Ortes, benannt.

## Wappen
| Wappen von Fürfeld | Blasonierung: „In Silber auf grünem Boden eine grüne Föhre, zu beiden Seiten des Stammes der grüne Buchstabe F.“                                      |
| Wappen von Fürfeld | Wappenbegründung: Das Wappen von Fürfeld ist ein sprechendes Wappen. Es zeigt die namengebende Föhre und die Buchstaben FF in grün auf weißem Schild. |

## Politik
Der Ort ist Stadtteil der großen Kreisstadt Bad Rappenau. Als einziger Ortsteil hat Fürfeld einen eigenen Ortschaftsrat aus deren Mitte der Ortsvorsteher gewählt wird. Weiterhin wird er politisch im Gemeinderat Bad Rappenau durch zwei Gemeinderatsmitglieder (voll stimmberechtigt) und dem Ortsvorsteher (ohne Stimmrecht) vertreten.

## Sehenswürdigkeiten

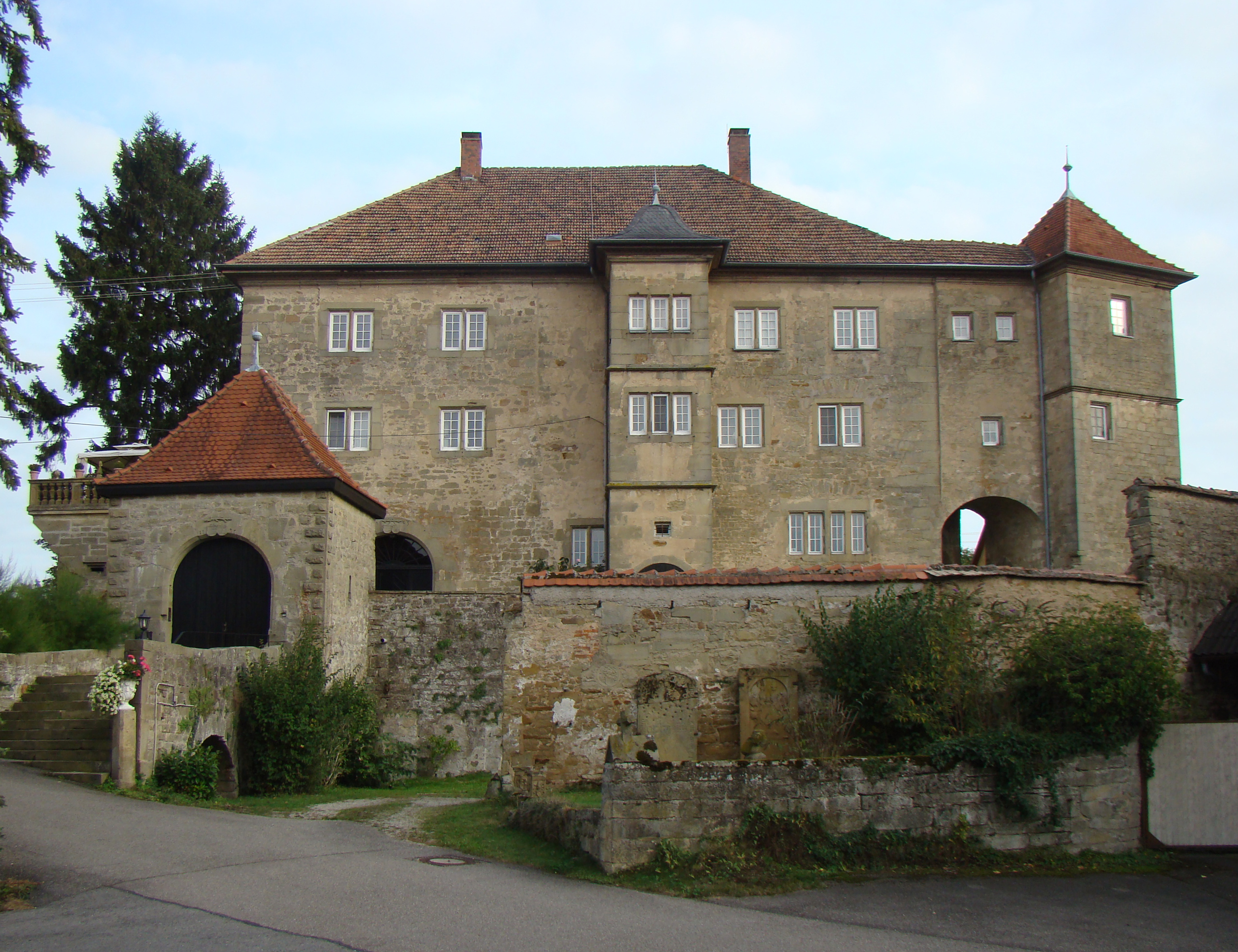
Schloss Fürfeld

- Schloss Fürfeld liegt in bestimmender Hügellage südöstlich oberhalb der historischen Ortsmitte. Vor dem Schloss sind einige historische Grabmale sowie sonstige steinerne Relikte aufgestellt. Nördlich des Schlosses befinden sich Wohnhaus und Wirtschaftsgebäude des Gutspächters. In den südlich des Schlosses gelegenen ehemaligen Seegärten sind Mauerreste sowie ein Schießhäusle genannter und auf 1577 datierter Turm der mittelalterlichen Befestigung erhalten.
- Das alte Pfarrhaus von 1589 an der zum Schloss führenden Schlossbergstraße ist nach dem Schloss das zweitälteste Gebäude in Fürfeld. Es war Pfarrhaus bis 1844, später bis zur Errichtung der neuen Verwaltungsstelle zeitweise auch Rathaus. Die ursprüngliche Fürfelder Kirche befand sich in direkter Nachbarschaft des Gebäudes.
- Das ehemalige Backhaus von 1724 in der Schlossbergstraße weist einen kunstvoll verzierten Eckständer auf und wurde vor 1890 auch gleichzeitig als Rathaus genutzt.
- Die evangelische Kirche an der Heilbronner Straße wurde 1871/73 nach Plänen von Albert Barth und Paul Burkhardt im Stil der Neogotik erbaut. Durch vereinfachende Renovierungen in der zweiten Hälfte des 20. Jahrhunderts hat die Kirche viel ihrer ursprünglichen Formensprache und Ausstattung eingebüßt. Vor der Kirche befinden sich ein historischer Kirchbrunnen und ein 1930 errichtetes Kriegerdenkmal.
- Gegenüber der Kirche an der Heilbronner Straße liegt das ehemalige Posthaus und Gasthaus Ritter. An der einstigen Hauptdurchgangsstraße gelegen, war darin bis 1860 die Posthalterei des Ortes untergebracht. Nachdem die Post nach Bonfeld verlegt worden war, diente das Gebäude von 1870 bis 1970 als Pfarrhaus. Die benachbarte evangelische Kirche wurde auf den früher zum Gasthaus gehörenden Flächen errichtet.
- Der Gasthof Traube an der Sinsheimer Straße wurde 1812 als württembergische Zollstation an der Grenze zu Baden errichtet. Nach Gründung des Deutschen Zollvereins kam das Gebäude in Privathand und wurde zum Gasthof umgenutzt.
- Das Schulhaus an der Sinsheimer Straße 25 wurde 1912 im Jugendstil errichtet. Zuvor diente seit 1764 ein 1629 errichtetes (aber nach Restaurierung am Kellersturz falsch auf 1690 datiertes) Gebäude in der heutigen Schlossbergstraße 38 als Schulhaus.
- Am Dorfplatz wurde 1999 der Büttelbrunnen von Hermann Koziol aufgestellt, der u. a. auch den Ortsnecknamen Blechkopf aufgreift. Ein weiterer Brunnen dort ist ebenfalls mit einer Bronzefigur versehen.

Sehenswürdigkeiten
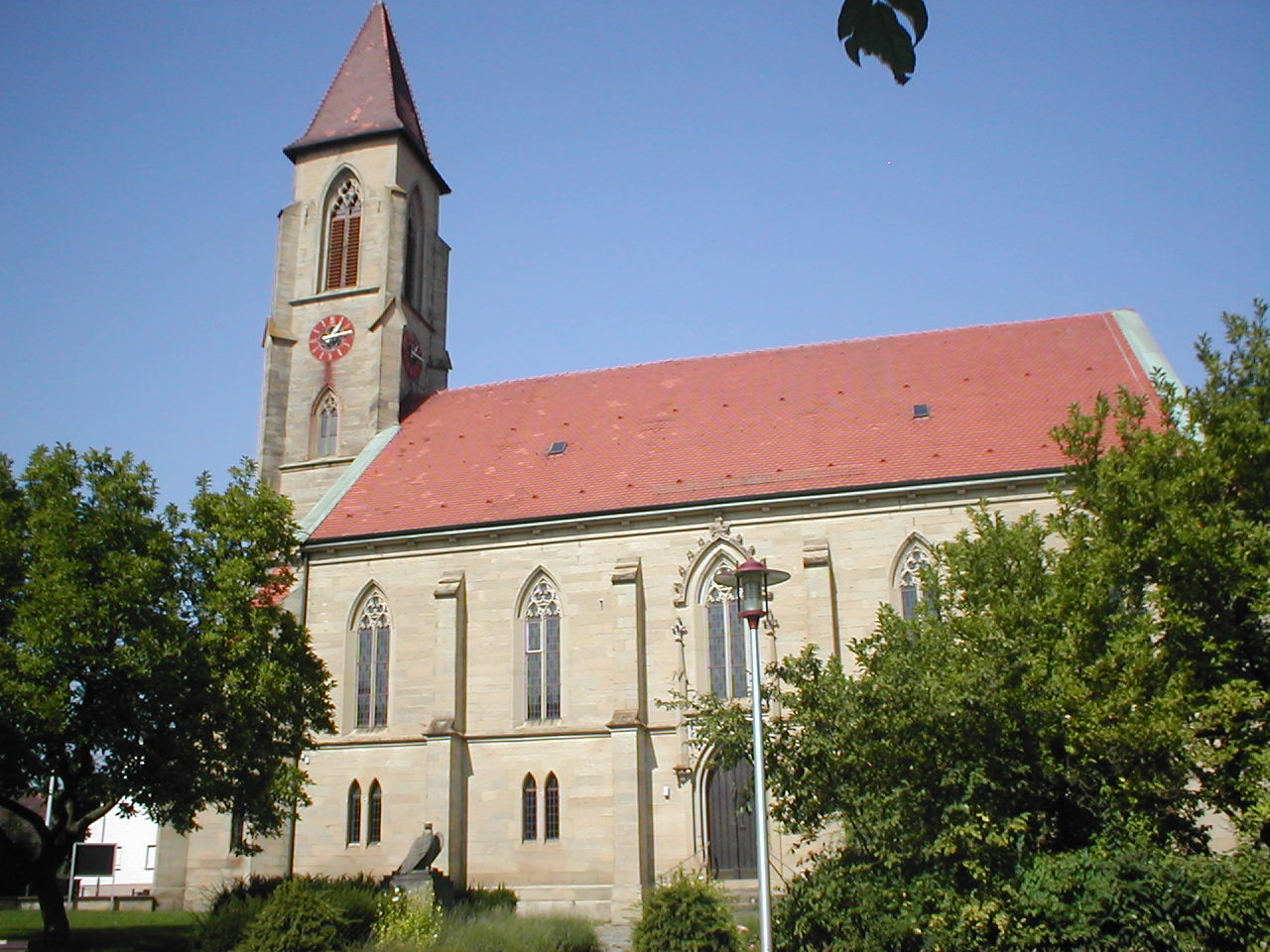
Evangelische Kirche
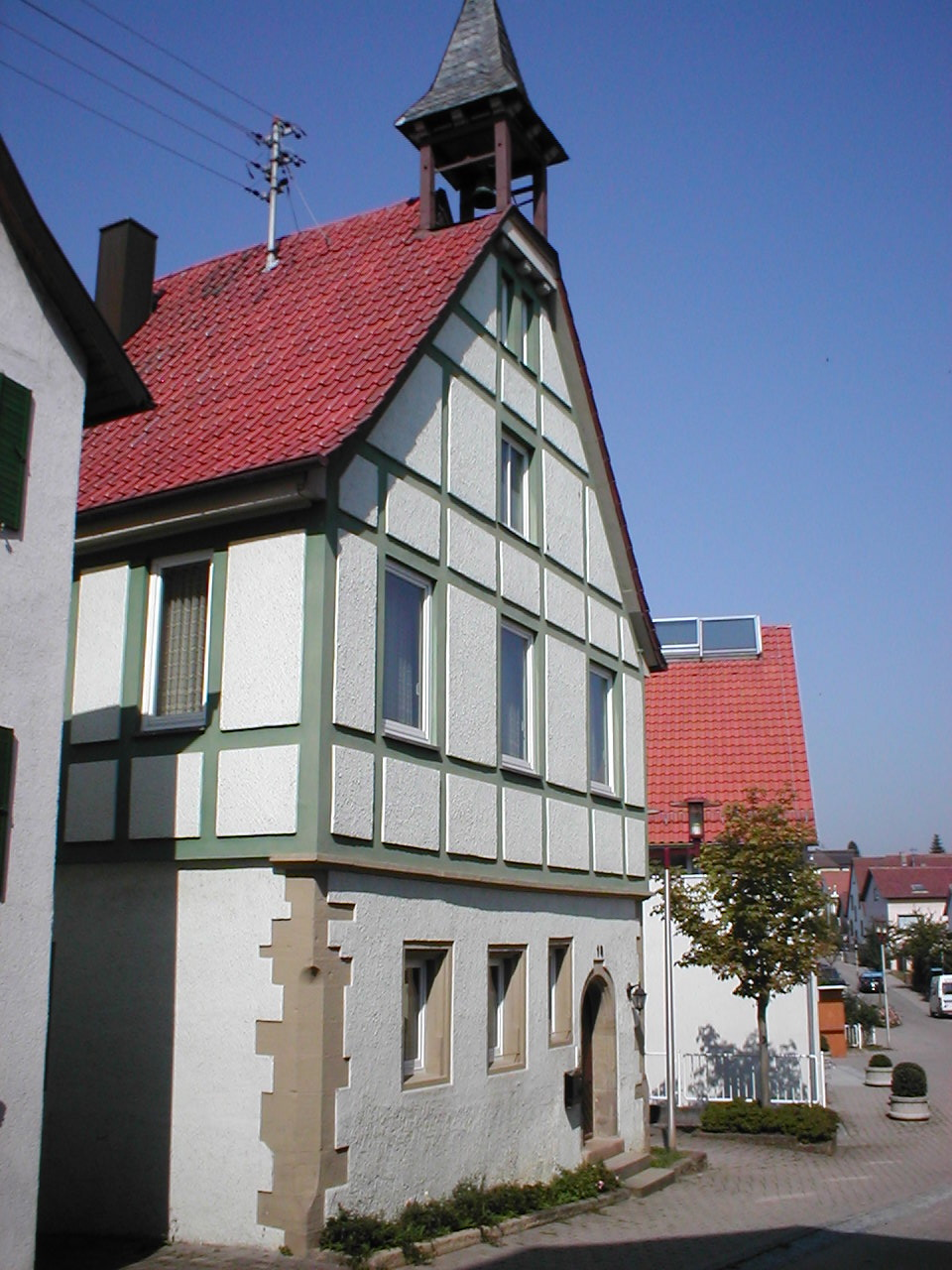
Altes Pfarrhaus
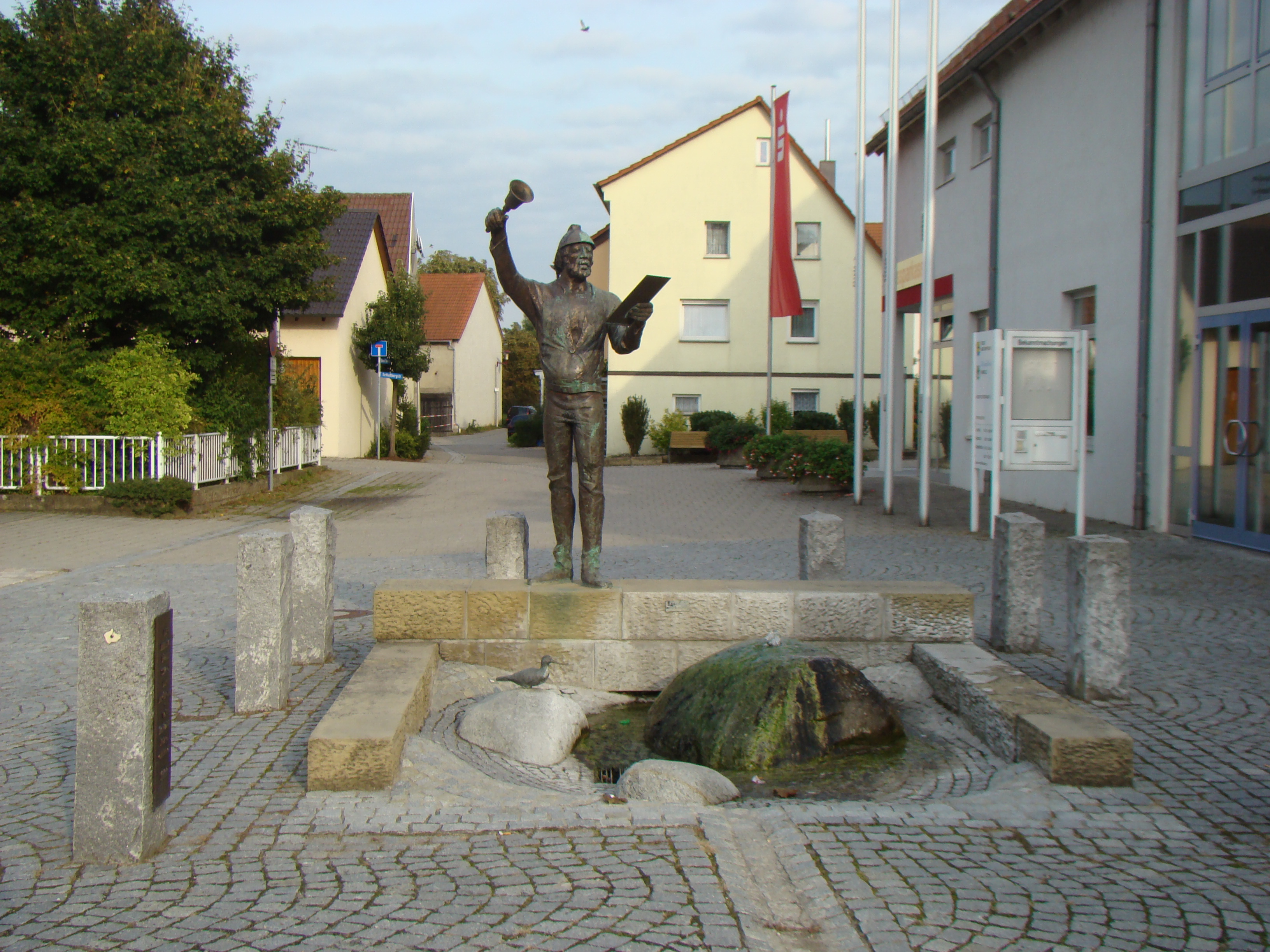
Büttelbrunnen („Blechkopf“)
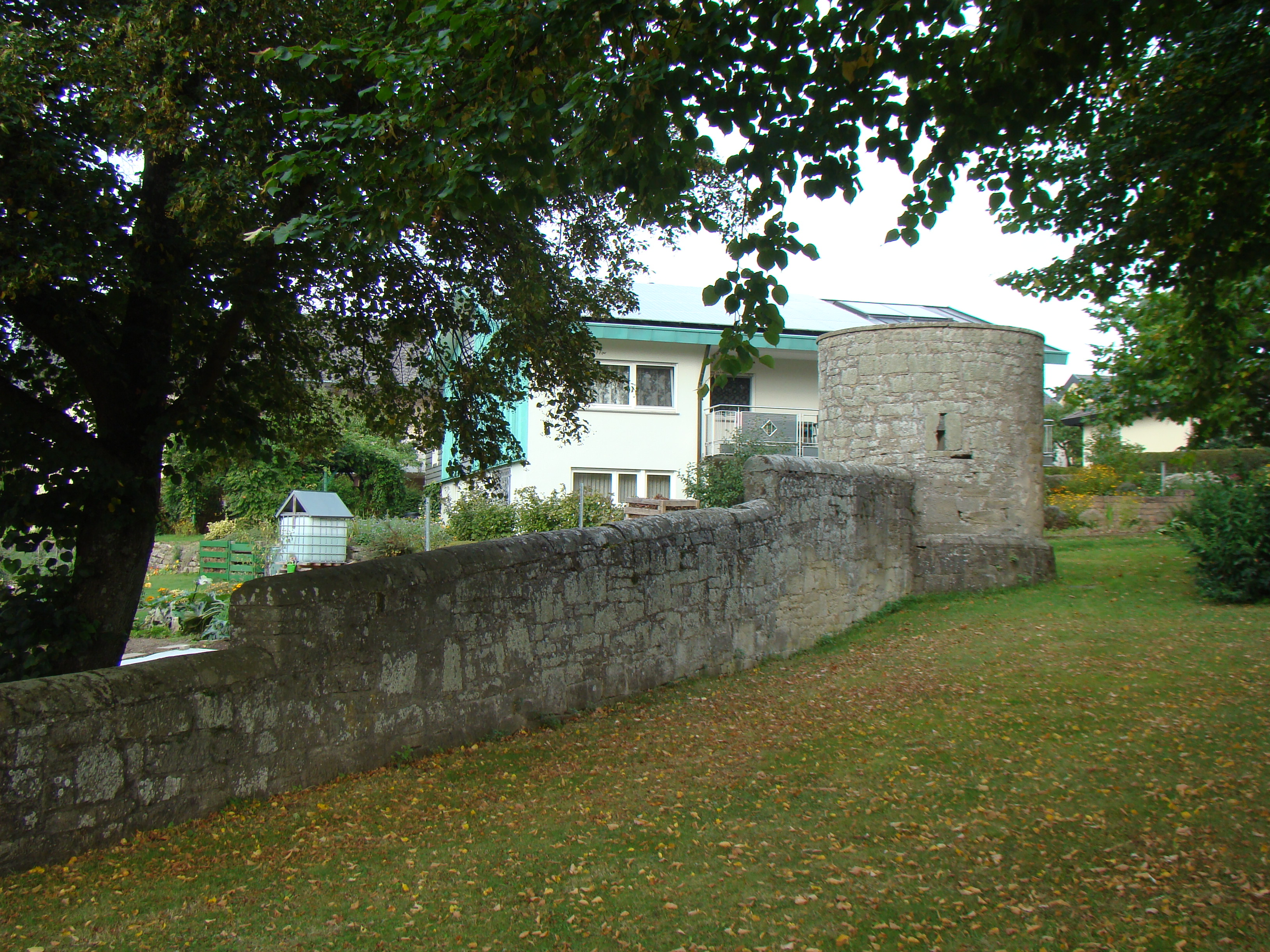
Schießhäusle und Mauerreste in den Seegärten

## Wirtschaft

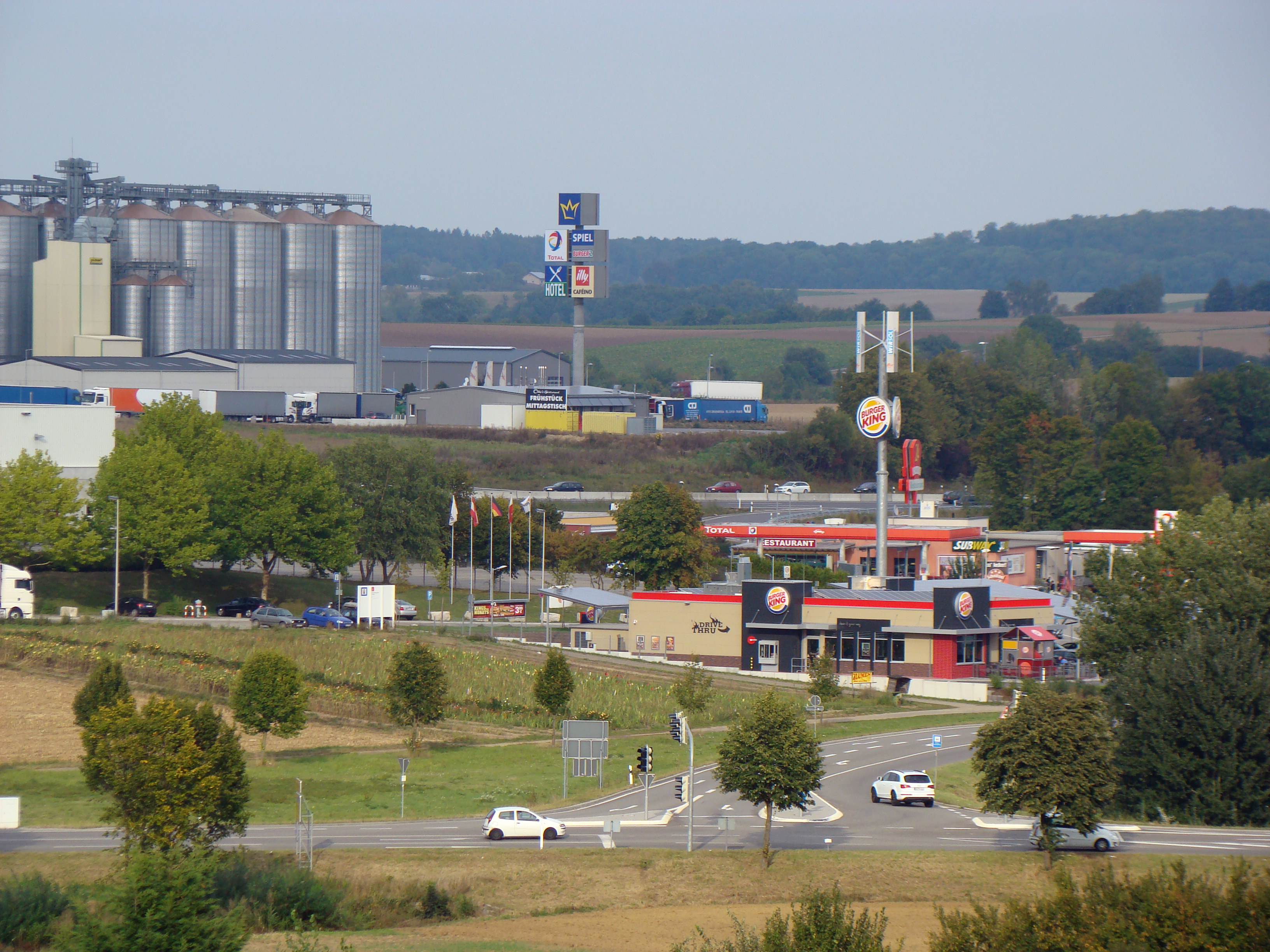
Zu beiden Seiten der A 6 befinden sich Autohöfe in Fürfeld, im Hintergrund ragen im Gewerbegebiet Buchäcker Silos empor

Der Ort war bis in die Mitte des 20. Jahrhunderts noch bäuerlich-dörflich geprägt. Der älteste Handwerksbetrieb des Ortes ist die 1872 gegründete Bäckerei Feil, die sich zeitweise als Pachtbetrieb im früheren Gemeindebackhaus von 1724 befand und 1968 in die Bonfelder Straße wechselte, wo sie heute das frühere Raiffeisen-Lagerhaus als Geschäftsgebäude nutzt. Der erste größere Betrieb, der sich in Fürfeld ansiedelte, war die 1902 in Heilbronn gegründete Gärtnerei Reischle, die seit 1971/72 auf einem 3,37 Hektar großen Gelände im Norden des Ortes Gemüse für den Großhandel anbaut.
Seit dem Bau der A 6 haben sich mehrere größere Betriebe im Gewerbegebiet Schrot/Mühläcker im Nordosten des Ortes niedergelassen und dort insgesamt rund 500 Arbeitsplätze geschaffen. Einer der ersten Betriebe im Gewerbegebiet war die Eissele Maschinenbau GmbH, die 1969 in einer Fürfelder Garage als Ein-Mann-Betrieb begonnen hatte und 1973 einen Neubau mit 12 Mitarbeitern bezog, der später mehrfach erweitert wurde. Zu den größten Betrieben im Gewerbegebiet zählen die Losberger GmbH (seit 2017: Losberger De Boer), ein 1919 in Heilbronn gegründeter Hersteller von Zelten und Fertigbauhallen, der 1996 nach Fürfeld wechselte, und die roman bauernfeind Gruppe, die seit 1990 ein Verpackungswerk in Fürfeld betreibt. Mittlerweile gehört diese zur Mondi-Gruppe. Schließlich wurden die noch freien Flächen zwischen Gewerbegebiet und Autobahn mit einem Autohof mit Tankstelle, Casino und Schnellrestaurants bebaut. Mit dem Ausbau der A 6 in den Jahren 2010/11 wurde das östlich der Autobahnabfahrt erschlossene Gewerbegebiet Buchäcker, dessen Hauptflächen man lange für einen Großinvestor freigehalten hatte, von einem weiteren Autohof besiedelt, um den sich seitdem weitere Betriebe ansiedeln.

## Persönlichkeiten
- Anna Maria Wagemann (um 1650–1717), Opfer eines Hexenprozesses und 1717 öffentlich verbrannt.
- Oskar Hölder (1832–1894), Zeichner, Bildhauer und Altertumsforscher
- Johann Krämer, Schultheiß 1904–1933, Ehrenbürger von Fürfeld seit 1929